# Sobhaganj
Sobhaganj é uma vila no distrito de Jalpaiguri, no estado indiano de Bengala Ocidental.

## Demografia
Segundo o censo de 2001, Sobhaganj tinha uma população de 4891 habitantes. Os indivíduos do sexo masculino constituem 52% da população e os do sexo feminino 48%. Sobhaganj tem uma taxa de literacia de 66%, superior à média nacional de 59,5%: a literacia no sexo masculino é de 72% e no sexo feminino é de 60%. Em Sobhaganj, 13% da população está abaixo dos 6 anos de idade.